# Козиброд
Козиброд је насељено мјесто у општини Двор, у Банији, Сисачко-мославачка жупанија, Република Хрватска.

## Историја
Козиброд се од распада Југославије до августа 1995. године налазио у Републици Српској Крајини.

## Становништво
Насеље је према попису становништва из 2011. године имало 70 становника.
| Националност       | 1991. | 1981. | 1971. | 1961. |
| Хрвати             | 141   |       |       |       |
| Срби               | 2     |       |       |       |
| Југословени        | 1     |       |       |       |
| остали и непознато | 3     |       |       |       |
| Укупно             | 147   | 163   | 189   | 250   |

| Демографија | Демографија | Демографија |
| Година      | Становника  | Становника  |
| ----------- | ----------- | ----------- |
| 1961.       | 250         |             |
| 1971.       | 189         |             |
| 1981.       | 163         |             |
| 1991.       | 147         |             |
| 2001.       | 119         |             |
| 2011.       |             | 70          |